# Calopteryx cretensis
Calopteryx cretensis är en trollsländeart som beskrevs av Pongrácz 1911. Calopteryx cretensis ingår i släktet Calopteryx och familjen jungfrusländor. Inga underarter finns listade i Catalogue of Life.